# Singularis
Singularis (ental) är ett numerus som betecknar ental. Det ställs i de flesta språk mot pluralis (flertal). I vissa språk finns även särskilda ordformer för tvåtal (dualis) och tretal (trialis).
- Exempel: ordet "dator" är (en) singular (är böjt i singularis), och "datorer" är (en) plural (det vill säga en flertalsform).